# Paul Butterfield
Paul Butterfield (Chicago, 17 dicembre 1942 – Hollywood, 4 maggio 1987) è stato un armonicista e cantante statunitense.
È stato uno dei primi esponenti bianchi del Chicago Blues. Il suo stile incisivo, rivoluzionario e senza tempo è un punto di riferimento per grandi armonicisti moderni come Mark Ford e Andy Just.
Sebbene sia stato uno dei musicisti più significativi del suo tempo, e pur avendo suonato con personaggi come Jimi Hendrix, John Mayall, Eric Clapton, Stevie Ray Vaughan, Muddy Waters e Bob Dylan, è un artista relativamente poco conosciuto dal grande pubblico.

## Biografia
Figlio di un avvocato, dopo aver studiato flauto da giovane, sviluppò un amore per l'armonica blues, e a lui si unì uno studente di fisica dell'Università di Chicago, Elvin Bishop, anch'egli amante del blues. I due riuscirono ad entrare nel giro di grandi musicisti blues come Muddy Waters, Howlin' Wolf, e Junior Wells.
Butterfield e Bishop formeranno presto un gruppo insieme a Jerome Arnold, Sam Lay (entrambi della band di Howlin' Wolf) e Mark Naftalin. Su consiglio del loro produttore discografico, i quattro aggiunsero alla band il promettente chitarrista Mike Bloomfield, il cui lavoro ispirò l'allora ragazzino Robben Ford.
Nel 1963, avverrà un fatto mai accaduto prima, e cioè che il gruppo formato da Butterfield, che includeva anche elementi di colore, diventerà il gruppo di casa al club Big John's'' di Chicago, club notoriamente frequentato da americani bianchi.

### La Paul Butterfield Blues Band
La ormai consolidata Paul Butterfield Blues Band nel 1965 registra il primo album discografico, con composizioni proprie e classici, suonati fedelmente al Chicago Blues style tradizionale, seppur con introduzioni stilistiche nuove ed affascinanti. Diventano conosciuti nell'ambiente folk e blues; accompagnano infatti Bob Dylan al Newport Folk Festival nella famosa svolta elettrica, e lì si trovano a contatto con leggende del blues come Son House.
Nel 1966 il batterista Sam Lay lascia il gruppo (è uscito nel 1995 un album contenente registrazioni di classici blues con la band originaria, The Lost Elektra Sessions), per far posto a Billy Davenport, dal tocco più jazzistico. Con Davenport registrano East-West, album in cui Butterfield e compagni sperimentano un nuovo sound, che strizza l'occhio a sonorità esotiche e meno blues. Significativi sono pezzi come Work Song e East-West, entrambi strumentali.
L'anno successivo, un nuovo cambio di formazione avviene nella band: Mike Bloomfield se ne va per fondare gli Electric Flag con Nick Gravenites e Buddy Miles, e si ritroverà a suonare poi con Dr. John (Mac Rebennack) e Al Cooper; alla band di Butterfield si aggiunge una sezione di fiati, per emulare il sound del suo idolo Junior Parker. Nello stesso anno esce The Resurrection of Pigboy Crabshaw, dove Butterfield si concentra soprattutto sul canto, prediligendo un suono di armonica acustico.

### L'era dei pop festival
Con la stessa formazione suona al Monterey Pop Festival (1967); nel 1969 partecipa al festival di Woodstock, e in quello stesso anno si rincontra con Bloomfield e Sam Lay per registrare con Muddy Waters l'album Fathers & Sons, con Otis Spann al piano e Donald Duck Dunn al basso.
Passati alcuni anni, cambia nuovamente formazione e con i Better Days registra 2 album nel 1973. Nel 1976 suona con The Band al loro concerto d'addio immortalato nel film The Last Waltz. Gli anni seguenti vedono Butterfield apparire in programmi televisivi e interviste; suona infatti con B.B. King, Eric Clapton, Stevie Ray Vaughan e tanti altri nel concerto B.B.King: Blues Session. L'anno prima della sua morte esce il disco The Legendary Paul Butterfield Rides Again.
Butterfield viene trovato morto nella sua casa di North Hollywood, il 4 maggio 1987, all'età di 44 anni.

## Discografia
- 1965 – The Paul Butterfield Blues Band - The Paul Butterfield Blues Band
- 1966 – The Butterfield Blues Band - East-West
- 1966 – The Butterfield Blues Band - Live at Unicorn Coffee House
- 1966 - The Butterfield Blues Band - What's Shakin' (raccolta, Elektra)
- 1967 – The Butterfield Blues Band - The Resurrection of Pigboy Crabshaw
- 1968 – The Butterfield Blues Band - In My Own Dream
- 1969 – The Butterfield Blues Band - KeepKeep on Moving
- 1970 - The Butterfield Blues Band - Live
- 1971 – The Butterfield Blues Band - Sometimes I Just Feel Like Smilin'
- 1972 - The Butterfield Blues Band - An Offer You Can't Refuse (registrato nel 1963)
- 1972 - Paul Butterfield Blues Band - Golden Butter/The Best of the Butterfield Blues Band
- 1973 – Paul Butterfield's Better Days - Better Days
- 1973 – Paul Butterfield's Better Days - It All Comes Back
- 1976 - Paul Butterfield - Put It In Your Ear
- 1981 - Paul Butterfield - North-South''
- 1986 - Paul Butterfield - The Legendary Paul Butterfield Rides Again
- 1995 - The Paul Butterfield Blues Band - The Original Lost Elektra Sessions (registrato nel 1964)
- 1996 - The Butterfield Blues Band - Strawberry Jam (registrazioni live del periodo 1966-1968)
- 1996 – The Butterfield Blues Band - East-West Live (registrato nel 1966-1967)
- 1997 - The Paul Butterfield Blues Band - An Anthology: The Elektra Years (2 CD)
- 2005 - The Butterfield Blues Band - Live (edizione limitata con tracce bonus)

### Collaborazioni
- 1968 - Jimi Hendrix - Blues at Midnight
- 1969 - Muddy Waters - Fathers and sons
- 1972 - Bonnie Raitt - Give It Up
- 1975 - Muddy Waters - Woodstock Album
- 1976 - The Band - The Last Waltz